# La Rebollada (Calleras)
La Rebollada (en asturiano y oficialmente: La Reboḷḷada) es una aldea que pertenece a la parroquia de Calleras en el concejo de Tineo (Principado de Asturias). Se encuentra 168 m s. n. m. y está situada a 19 km de la capital del concejo, la villa de Tineo. 

## Población
En 2020 contaba con una población de 11 habitantes (INE, 2020) repartidos en un total de 12 viviendas (INE, 2010).